# Модульність
Модульність — це ступінь, до якого компоненти системи можуть бути розділені та рекомбіновані, часто з перевагою гнучкості та різноманітності у використанні. Концепція модульності використовується головним чином для зменшення складності шляхом розбиття системи на різні ступені взаємозалежності та незалежності та «приховування складності кожної частини за абстракцією та інтерфейсом». Однак концепцію модульності можна поширити на кілька дисциплін, кожна зі своїми нюансами. Незважаючи на ці нюанси, можна виділити узгоджені теми щодо модульних систем.

## Контекстні нюанси
Значення слова «модульність» може дещо відрізнятися в залежності від контексту. Нижче наведено контекстуальні приклади модульності в кількох галузях науки, техніки, промисловості та культури:

### Наука
- У біології модульність визнає, що організми або метаболічні шляхи складаються з модулів.
- В екології модульність вважається ключовим фактором — разом із різноманітністю та зворотним зв'язком — у підтримці стійкості.
- У природі модульність може означати побудову клітинного організму шляхом об'єднання стандартизованих одиниць для формування більших композицій, як наприклад, шестикутні клітини в сотах.
- У когнітивній науці ідея модульності розуму стверджує, що розум складається з незалежних, замкнутих, предметно-спеціальних модулів обробки.
  - Візуальна модульність, різні передбачувані візуальні модулі.
  - Мовний модуль, передбачуваний мовний модуль.
- У дослідженні складних мереж модульність є функцією переваг, яка вимірює якість поділу мережі на групи або спільноти.

### Технології
- У модульному програмуванні модульність стосується розподілу та взаємозв'язку частин пакету програмного забезпечення.
- У проектуванні програмного забезпечення модульність відноситься до логічного розподілу «дизайну програмного забезпечення», що дозволяє керувати складним програмним забезпеченням з метою впровадження та обслуговування. Логіка поділу може ґрунтуватися на пов'язаних функціях, міркуваннях реалізації, зв'язках даних або інших критеріях.
- У <a href="./Модульний_самоналаштовуваний_робот" rel="mw:WikiLink" data-linkid="undefined" data-cx="{&amp;quot;userAdded&amp;quot;:true,&amp;quot;adapted&amp;quot;:true}">модульній робототехніці, що самостійно реконфігурує</a>, модульність стосується здатності роботизованої системи автоматично досягати різних морфологій для виконання поставленого завдання.

### Промисловість
- У модульному будівництві модулі являють собою набір надлишкових компонентів проекту, які масово виробляються перед встановленням. Будівельні компоненти часто компонують у модулі під час індустріалізації будівництва[4].
- У промисловому дизайні модульність відноситься до інженерної техніки, яка створює більші системи шляхом поєднання менших підсистем.
- У виробництві модульність зазвичай відноситься до модульної конструкції, або як використання змінних частин або опцій у виготовленні об'єкта, або як проектування та виготовлення модульних компонентів.
- В організаційному дизайні Річард Л. Дафт і Арі Ю. Левін (1993) визначили парадигму під назвою «модульна організація», яка базується на потребі гнучких організацій, що навчаються, що постійно змінюються, і потребі вирішувати свої проблеми шляхом скоординованої самоорганізації. процеси. Ця модульна організація характеризується децентралізованим прийняттям рішень, більш плоскою ієрархією, самоорганізацією підрозділів[5].

### Культура
- У «Мові нових медіа» автор Лев Манович обговорює принцип, згідно з яким нові медіа складаються з модулів або самодостатніх частин загального медіа-об'єкта.
- У сучасному мистецтві та архітектурі модульність може стосуватися конструкції об'єкта шляхом об'єднання стандартизованих одиниць для формування більшої композиції та/або використання модуля як стандартизованої одиниці вимірювання та пропорції.
- У модульному мистецтві модульність стосується здатності змінювати твір шляхом переналаштування, додавання та/або видалення його частин.

## Модульність у різних напрямках досліджень

### Модульність в технології та управлінні
Термін modularity широко використовується в дослідженнях технологічних та організаційних систем. Системи продуктів вважаються «модульними», наприклад, коли їх можна розкласти на кілька компонентів, які можна змішувати та поєднувати в різноманітних конфігураціях. Компоненти можуть певним чином з'єднуватися, взаємодіяти або обмінюватися ресурсами (наприклад, енергією чи даними), дотримуючись стандартизованого інтерфейсу. На відміну від тісно інтегрованого продукту, у якому кожен компонент розроблено для спеціальної роботи (і часто виключно) з іншими конкретними компонентами в тісно пов'язаній системі, модульні продукти — це системи компонентів, які «слабко пов'язані».

### Модульність в дизайні інтер'єру
Модульність — це концепція, яка широко використовується в архітектурі та промисловості. У дизайні інтер'єру модульність використовується для досягнення індивідуальних продуктів, які є економічно вигідними. Приклади включають деякі з настроюваних творінь IKEA та переважно висококласні недорогі концепції. Модульність у дизайні інтер'єру, або «модульність у використанні» відноситься до можливостей поєднання та реконфігурації модулів з метою створення артефакту, який відповідає конкретним потребам користувача та одночасно росте разом з ними. Еволюція технології 3D-друку дозволила створити меблі, які можна налаштувати. Об'єкти можна прототипувати, змінювати залежно від простору та налаштовувати залежно від потреб користувачів. Дизайнери можуть демонструвати прототипи своїх модулів через Інтернет, просто використовуючи технологію 3D-друку. Дивани є звичайним елементом, який має модульні утиліти, починаючи від тахти до ліжка, а також тканини та текстиль, які можна замінити. Це виникло в 1940-х роках після того, як його винайшов Харві Проббер, було вдосконалено в 1970-х роках і досягло масового споживання в 2010-х і 2020-х роках.

### Модульність в американських дослідженнях
У «Модульній Америці» Джона Блера він стверджує, що коли американці почали замінювати соціальні структури, успадковані з Європи (переважно Англії та Франції), вони розвинули унікальну американську тенденцію до модульності в таких різноманітних сферах, як освіта, музика та архітектура.
Блер зауважує, що коли слово модуль вперше з'явилося в шістнадцятому та сімнадцятому століттях, воно означало щось дуже близьке до моделі. Малося на увазі невелике уявлення або приклад. У вісімнадцятому та дев'ятнадцятому століттях це слово стало означати стандартну міру фіксованих співвідношень і пропорцій. Наприклад, в архітектурі пропорції колони можуть бути виражені в модулях (тобто «висота чотирнадцяти модулів дорівнює семикратному діаметру, виміряному біля основи» :2) і таким чином помножити на будь-який розмір, зберігаючи бажані пропорції.